# Główna Inspekcja Komunikacji
Główna Inspekcja Komunukacji – urząd państwowy podległy Ministrowi Komunikacji, istniejący w latach 1926–1949, powołany z zadaniem sprawowania  kontroli nad całokształtem gospodarki kolejowej oraz nad prawidłowym stosowaniem na kolejach obowiązujących ustaw, rozporządzeń oraz instrukcji. Główna Inspekcja Komunikacji działała samoistnie i niezależnie od innych departamentów Ministerstwa Komunikacji.

## Powołanie Inspekcji
Na podstawie ustawy z 1925 r. ustanowiono Główną Inspekcję Kolejową, którą po wprowadzeniu urzędu Ministra Komunikacji w miejsce Ministra Kolei znowelizowano rozporządzeniem Prezydenta Rzeczypospolitej z 1926 r. i powołano Główną Inspekcję Komunikacji.
Wykonanie ustawy powierzono Ministrowi Komunikacji w porozumieniu z zainteresowanymi ministrami.

## Zadania Inspekcji
Zadaniem Inspekcji było:
- w stosunku do urzędów i przedsiębiorstw państwowych podległych Ministrowi Komunikacji, kontrola nad całokształtem ich gospodarki we wszystkich działach służby;
- w stosunku do prywatnych przedsiębiorstw komunikacyjnych, w szczególnych przypadkach kontrola w zakresie uprawnień przysługujących Ministrowi Komunikacji z tytułu wykonywania przezeń zwierzchniego nadzoru państwowego.

## Sposób realizacji zadań
Inspekcja spełniała swoje zadania przez:
- przeprowadzanie kontroli, badań i dochodzeń, zleconych przez Ministra Komunikacji,
- kontrolę doraźną, wykonywaną według swego uznania,
- przeprowadzanie dochodzeń w razie dostrzeżenia nieprawidłowości lub nadużyć, a to celem ustalenia ich źródeł i zapobiegania im na przyszłość.

## Kierowanie Inspekcją
Na czele Głównej Inspekcji Komunikacji stał główny Inspektor. Był on odpowiedzialny za prawidłowy przebieg spraw powierzonych Głównej Inspekcji Komunikacji. Na jego wniosek mianował Minister Komunikacji urzędników Głównej Inspekcji Komunikacji.

## Przeprowadzanie kontroli
Prowadzący dochodzenie urzędnik inspekcyjny Inspekcji uprawniony był:
- wzywać i przesłuchiwać świadków,
- powoływać rzeczoznawców,
- badać księgi i  rachunki,
- badać akta i dokumenty,
- żądać wyjaśnień służbowych.

Główna Inspekcja Komunikacji miała prawo wydawać polecenia wdrażania postępowania dyscyplinarnego przeciwko urzędnikom, funkcjonariuszom niższym oraz pracownikom władz, urzędów i przedsiębiorstw, podległych Ministrowi Komunikacji.
Zasadą urzędowania Głównej Inspekcji Komunikacji była natychmiastowa, bezpośrednia interwencja i możliwie najszybsze załatwianie spraw.

## Zniesienie Inspekcji
Na podstawie dekretu z 1949 r. o zniesieniu Głównej Inspekcji Komunikacji zlikwidowano Inspekcję.